# Charlotte Mühe
Charlotte Mühe, detta Lotte (24 gennaio 1910 – 10 gennaio 1981), è stata una nuotatrice tedesca.
Specializzata nella rana ha vinto la medaglia di bronzo nei 200 m. alle Olimpiadi di Amsterdam 1928 e ai Campionati europei di Bologna 1927.

## Palmarès
- Olimpiadi

Amsterdam 1928: bronzo nei 200 m rana.